# Dolna Kula, Kărdjali
Dolna Kula (în bulgară Долна Кула) este un sat în comuna Krumovgrad, regiunea Kărdjali,  Bulgaria. 

## Demografie
Componența etnică a satului Dolna Kula
     Turci (91,6%)
     Nicio identificare (8,39%)
     Altele (0%)
La recensământul din 2011, populația satului Dolna Kula era de 131 locuitori. Din punct de vedere etnic, majoritatea locuitorilor (91,6%) erau turci. Pentru 8,39% din locuitori nu este cunoscută apartenența etnică.